# 唐·佩恩
唐·佩恩（英語：Don Payne，1964年5月5日—2013年3月26日），美国作家、编剧，制作人，代表作有情景喜剧《辛普森一家》、电影《神奇四侠：银魔现身》及《雷神》系列等。

## 生平
佩恩1964年出生于北卡罗来纳州威尔明顿，1982年考入北卡罗来纳大学教堂山分校，后转至加州大学洛杉矶分校获得编剧硕士学位。
1998年佩恩加入情景喜剧《辛普森一家》制作团队，曾参与16篇章剧本的编写，担任超过一百集的制作人。
2013年3月26日，因罹患骨癌于洛杉矶逝世。